# Flicka med fruktkorg

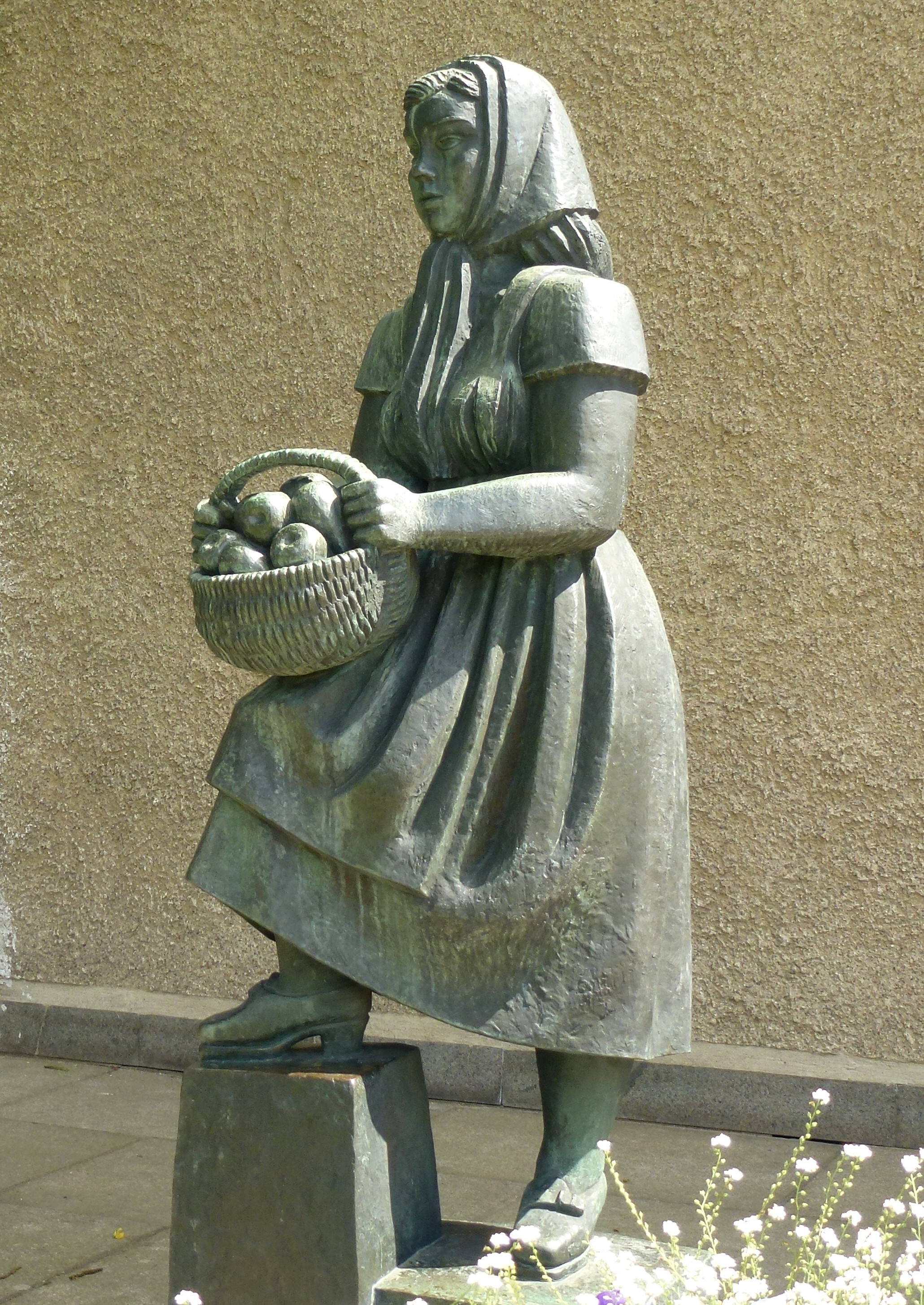
Flicka med fruktkorg, 2012.

Flicka med fruktkorg är en skulptur från 1951 av Bror Hjorth utanför Huddinge kommunalhus i Huddinge kommun. 
Skulpturen "Flicka med fruktkorg" är i naturlig storlek och står vid entrén till sessionssalen för Huddinge kommunalhus. Den konstnärliga utsmyckningen i sessionssalen bekostades med donerade pengar och vid invigningen 1948 fanns Sven X:et Erixsons stora fresk på plats. Av donationen blev medel över och för dem beställdes en bronsskulptur utförd av Bror Hjorth, som var lärarkollega till X:et Erixon på Konsthögskolan i Stockholm.
Skulpturen är en hyllning till kvinnan och fick heta "Flicka med fruktkorg". Med den välfyllda äppelkorgen anspelade Hjorth på Huddinges tusentals villaträdgårdar, där skördearbetet och äppelmostillverkningen i huvudsak sköttes av Huddinges husmödrar. Man känner även till kvinnan som stod modell för flickan med korgen. Det var uppsalastudentskan Birgitta Larsson som var studiekamrat med Birgit Karlsson, före detta ordförande i Huddinges kulturnämnd. 